# Chinacla
Chinacla (uit het Nahuatl: "overvloed aan bursera's") is een gemeente (gemeentecode 1205) in het departement La Paz in Honduras.
Het dorp bestaat al van vóór 1635. Het is gesticht door verschillende inheemse groepen. Het dorp lag eerder dichterbij Marcala, maar door ruzies met dat dorp is het twee keer verderop verplaatst. Eerst naar de plaats die nu Yucasapa heet, en nu naar de huidige positie. De huidige plek heette eerst Choacapa. Het werd ook wel Chinada genoemd.
De gemeente ligt in bergachtig gebied.

## Bevolking
De bevolking is als volgt verdeeld:
| Vrouwen | 4077 | 49,5% |
| Mannen  | 4155 | 50,5% |

## Dorpen
De gemeente bestaat uit acht dorpen (aldea), waarvan de grootste qua inwoneraantal: Chinacla (code 120501) en Las Pilas (120504).